# Eurorealisme
Eurorealisme er politisk retning, som ikke er imod medlemskabet af EU, men er skeptiske over for EU's omfattende integration på områder, eurorealisterne mener kan behandles mere effektivt på det nationale niveau.
Eurorealister går ind for et tæt og bindende europæisk samarbejde på områder, hvor de nationale parlamenter ikke alene er i stand til at lovgive effektivt. De er ikke principielt antiføderalister, men tror ikke på, at der eksisterer et "europæisk folk", som kan danne grundlaget for et europæisk føderalt demokrati.
JuniBevægelsens Jens-Peter Bonde betegnede sig ved EU-parlamentsvalget i 2004 som eurorealist.